# Syngatha pupurascens
Syngatha pupurascens là một loài bướm đêm trong họ Noctuidae.